# Petubasti III
Petubastis III (fl. 522 a.C.) è stato un faraone cronologicamente collocabile all'interno della XXVII dinastia egizia.

## Biografia
È opinione comune degli storici che Petubastis, principe locale probabilmente imparentato con la ormai decaduta casata saitica, abbia cercato di ottenere il controllo dell'Egitto capeggiando una ribellione contro gli occupanti persiani. In base a quanto riferisce l'autore militare macedone Polieno, le cause della ribellione furono da imputarsi alla tassazione eccessiva. In effetti il satrapo d'Egitto Aryandes durante il suo mandato si attribuì ampie libertà amministrative - batté, ad esempio, moneta a proprio nome - e governò la sua satrapia alla stregua di un feudo personale.

Evidentemente Petubastis cavalcò il malcontento e, approfittando dell'instabilità causata nell'impero achemenide dalla morte di Cambise II, si sollevò contro Aryandes tra la fine del 522 a.C. e l'inizio del 521 a.C., poco prima di attribuirsi le insegne della regalità.
Le iscrizioni di Bisotun, realizzate al tempo del successore persiano di Cambise, Dario il Grande, citano come risalente a questo periodo una ribellione in Egitto, contemporanea ad altre avvenute in varie parti dell'impero achemenide.

Non sono tuttavia noti da alcuna fonte i provvedimenti presi dal Gran Re per contrastare la rivolta guidata da Petubastis III, anche se Polieno riporta un aneddoto – di incerta veridicità – secondo cui Dario in persona giunse a Menfi durante la celebrazione della morte del toro Api, ed astutamente annunciò un'enorme ricompensa in oro a chiunque avesse potuto fornire un nuovo Api, impressionando gli Egizi al punto da farli passare in massa dalla sua parte.

Appare assai più probabile che fosse Aryandes a sedare la rivolta; di sicuro l'Egitto era già pacificato nel 517 a.C., anno della prima - ed unica - visita di Dario nella terra del Nilo.
La storicità di Petubastis III, figura ancora oggi poco conosciuta e di cui non conosciamo il destino dopo la fine del suo regno, è avvalorata dal ritrovamento di due sigilli, uno scarabeo recante il suo nome inscritto in un cartiglio e un documento datato al suo primo anno di regno.

## Titolatura
| G5 |

| G5 |

|       |
| \| \| |
|       |
|       |

|  |

|       |
| \| \| |
|       |
|       |

|  |

| G16 |

| G16 |

|  |

| G8 |

| G8 |

|  |

| M23 · X1 | L2 · X1 |

| M23 · X1 | L2 · X1 |

| N5 | z · O4 | r · ib |

| N5 | z · O4 | r · ib |

| N5 | z · O4 | r · ib |

| N5 | z · O4 | r · ib |

| N5 | z · O4 | r · ib |

| N5 | z · O4 | r · ib |

| N5 | z · O4 | r · ib |

| N5 | z · O4 | r · ib |

| G39 | N5 |

| G39 | N5 |

| W2 | t · t | p · D37 | H8 · Z1 |

| W2 | t · t | p · D37 | H8 · Z1 |

| W2 | t · t | p · D37 | H8 · Z1 |

| W2 | t · t | p · D37 | H8 · Z1 |

| W2 | t · t | p · D37 | H8 · Z1 |

| W2 | t · t | p · D37 | H8 · Z1 |

| W2 | t · t | p · D37 | H8 · Z1 |

| W2 | t · t | p · D37 | H8 · Z1 |